# Pierrefiche, Lozère
Pierrefiche là một xã ở tỉnh Lozère trong vùng Occitanie, phía nam nước Pháp. Khu vực này có độ cao trung bình mét trên mực nước biển.
Sông Chapeauroux tạo thành phần lớn ranh giới phía tây thị trấn, sau đó chảy theo hươnsg đông bắc qua thị trấn.